# The Room of Mystery
The Room of Mystery è un cortometraggio muto del 1917. Il nome del regista non viene riportato nei credit del film che, prodotto dalla Balboa Amusement Producing Company sotto la dizione Knickerbocker Star Features, aveva come interpreti Beatrice Van e Gordon Sackville.

## Trama
Florence Boyd salva un ragazzino dall'annegamento. I genitori, grati, la invitano a casa dove Florence percepisce però una strana atmosfera: la casa è bellissima, ma il presunto padre, che sembra non provare alcun affetto per il figlio, è circondato da strani figuri. Florence, che appartiene ai Servizi Segreti, riporta questa sua impressione in ufficio dove la informano che l'uomo, tale Watterson, è sospettato di essere una spia. Così, quando si viene a sapere che Watterson sta cercando una governante, il capo di Florence le dice di presentarsi per il posto che lei ottiene senza fatica. Watterson la porta con sé nel suo ufficio, dove poi la lascia sola. Approfittando della sua assenza, Florence si mette a frugare nella scrivania, ignorando che Watterson le ha preparato quella trappola sospettando che lei possa essere un'investigatrice. L'uomo le annuncia che lei adesso è sua prigioniera e la chiude nella stanza. Non ci sono vie di fuga, ma il ragazzino salvato da Florence riesce a contattarla e ad avvisare il sovrintendente. All'arrivo degli agenti, la casa viene perquisita: si scopre che la moglie non è altri che la moglie del sovrintendente che, anni prima, se n'era andata via da casa insieme al loro unico figlio. Il sovrintendente, che è innamorato di Florence, ignorando la sorte della donna, si riteneva ancora legato a lei e non aveva mai potuto regolarizzare la sua relazione con Florence. Ora, la morte della moglie lo rende finalmente libero di sposarsi

## Produzione
Il film, prodotto dalla Balboa Amusement Producing Company, venne girato a Long Beach, in California.

## Distribuzione
Distribuito dalla General Film Company, il film - un cortometraggio in tre bobine - uscì nelle sale statunitensi il 19 gennaio 1917.